# Strażnica WOP Rybocice
Strażnica Wojsk Ochrony Pogranicza Rybocice – nieistniejący obecnie podstawowy pododdział Wojsk Ochrony Pogranicza pełniący służbę graniczną na granicy z Niemiecką Republiką Demokratyczną i Republiką Federalną Niemiec.
Strażnica Straży Granicznej w Rybocicach – nieistniejąca obecnie graniczna jednostka organizacyjna Straży Granicznej realizująca zadania bezpośrednio w ochronie granicy państwowej z Republiką Federalną Niemiec.

## Formowanie i zmiany organizacyjne
Strażnica została sformowana w 1945 w strukturze 9 komendy odcinka Słubice jako 41 strażnica WOP (Reipzig). Kierownictwo strażnicy stanowili: komendant strażnicy, zastępca komendanta do spraw polityczno-wychowawczych i zastępca do spraw zwiadu. Strażnica składała się z dwóch drużyn strzeleckich, drużyny fizylierów, drużyny łączności i gospodarczej. Etat przewidywał także instruktora do tresury psów służbowych oraz instruktora sanitarnego. 
W związku z reorganizacją oddziałów WOP w 24 kwietnia 1948, strażnica została włączona w struktury 34 batalionu Ochrony Pogranicza, 1 stycznia 1951 93 batalionu WOP. 
Od 15 marca 1954 wprowadzono nową numerację strażnic, a strażnica WOP Rybocice II kategorii otrzymała nr 43 w skali kraju.
W 1955 strażnica została przeniesiona do nowo wybudowanego obiektu w Rybocicach (wcześniej była w budynkach, które przejęła RSP i obecnie nie istnieją).
W 1956 rozpoczęto numerowanie strażnic na poziomie brygady. Strażnica WOP Rybocice II kategorii była 16 w 9 Brygadzie Wojsk Ochrony Pogranicza. 
W 1964 strażnica WOP nr 5 Rybocice uzyskała status strażnicy lądowej i zaliczona została do III kategorii. Kilka miesięcy później przeformowano strażnicę lądową WOP Rybocice III kategorii na strażnicę rzeczną kategorii I. 
W 1976 Wojska Ochrony Pogranicza przeszły na dwuszczeblowy system zarządzania. Strażnicę podporządkowano bezpośrednio pod sztab brygady.
W 1984 była strażnicą kategorii II.
Straż Graniczna:

Po rozwiązaniu 15 maja 1991 Wojsk Ochrony Pogranicza, 16 maja 1991 strażnica została przejęta przez Lubuski Oddział Straży Granicznej w Krośnie Odrzańskim i przyjęła nazwę Strażnica Straży Granicznej w Rybocicach (Strażnica SG w Rybocicach).

## Ochrona granicy
W 1960 6 strażnica WOP Rybocice III kategorii ochraniała odcinek granicy państwowej o długości 8800 m:
- Znak graniczny nr 480, znak gran. nr 462.

### Wydarzenia
- 1989 – 8 lutego strażnica zdobyła II miejsce we współzawodnictwie „O Tytuł Najlepszego Pododdziału w Wyszkoleniu i Dyscyplinie Lubuskiej Brygady WOP za okres od 01.01.1988 do 31.12.1988".

### Strażnice sąsiednie
- 40 strażnica WOP Urad ⇔ 42 strażnica WOP Świecko – 1946.

## Komendanci/dowódcy strażnicy
- por. Władysław Kirejewski (był 30.10.1945)
- chor. Wacław Baszcz (był w 1948)
- sierż. Eugeniusz Zwierz (był w 1951)
- kpt. Marian Ząbek (1953–co najmniej do 1976)
- ppor. Jerzy Karabin (1978–1982)
- mł. chor. Franciszek Hoffman p.o. (1982)
- por. Ryszard Babij (1982–1984)
- por. Edward Kisielewicz (1984–1986)
- ppor. Sławomir Kobiałka (1986–1987)
- ppor. Jerzy Siedlarz (był od 1987).

Wykaz dowódców strażnicy poniżej podano za Józef Ostrowski: Lubuska Brygada Wojsk Ochrony Pogranicza 1945–1989. Ludzie - wydarzenia. s. 5 i 19.
- por. Władysław Kirejewski
- por. Mieczysław Malara
- por. Stanisław Pachta
- ppor. Wacław Barszcz
- mjr Marian Ząbek.